# Ядро Дирихле
Ядро Дирихле — {\displaystyle 2\pi }-периодическая функция, задаваемая следующей формулой:
{\displaystyle D_{n}(x)=\sum _{k=-n}^{n}{\frac {e^{ikx}}{2}}={\frac {1}{2}}+\sum _{k=1}^{n}\cos(kx)={\frac {\sin \left(\left(n+{\frac {1}{2}}\right)x\right)}{2\sin(x/2)}}.}
Функция названа в честь французско-немецкого математика Дирихле. Данная функция является ядром, свёртка с которым даёт частичную сумму тригонометрического ряда Фурье. Это позволяет аналитически оценивать соотношения между исходной функцией и её приближениями в пространстве {\displaystyle L_{2}[-\pi ,\pi ]}.

## Соотношение с рядом Фурье
Пусть {\displaystyle f(x)} — интегрируема на {\displaystyle [-\pi ,\pi ]} и {\displaystyle 2\pi }-периодическая, тогда {\displaystyle \forall x\in \mathbb {R} ~\forall n\in \mathbb {N} }
{\displaystyle S_{n}(f;x)={\frac {1}{\pi }}\int \limits _{-\pi }^{\pi }f(x+u){\frac {\sin(n+{\frac {1}{2}})u}{2\sin {\frac {u}{2}}}}du={\frac {1}{\pi }}\int \limits _{-\pi }^{\pi }f(x+u)D_{n}(u)du}
Эта формула является одной из важнейших в теории рядов Фурье.

### Доказательство
Рассмотрим n-ную частичную сумму ряда Фурье.
{\displaystyle S_{n}(f;x)={\frac {a_{0}}{2}}+\sum \limits _{k=1}^{n}(a_{k}\cos(kx)+b_{k}\sin(kx))\qquad (1)}
{\displaystyle S_{n}(f;x)={\frac {1}{2\pi }}\int \limits _{-\pi }^{\pi }f(t)dt+\sum _{k=1}^{n}\left[\left({\frac {1}{\pi }}\int \limits _{-\pi }^{\pi }f(t)\cos(kt)dt\right)\cos(kx)+\left({\frac {1}{\pi }}\int \limits _{-\pi }^{\pi }f(t)\sin(kt)dt\right)\sin(kx)\right]\qquad (2)}
{\displaystyle S_{n}(f;x)={\frac {1}{\pi }}\int \limits _{-\pi }^{\pi }f(t)\left[{\frac {1}{2}}+\sum _{k=1}^{n}\left(\cos(kt)\cos(kx)+\sin(kt)\sin(kx)\right)\right]dt\qquad (3)}
Применяя формулу косинуса разности к выражению, стоящему под знаком суммы, получим:
{\displaystyle S_{n}(f;x)={\frac {1}{\pi }}\int \limits _{-\pi }^{\pi }f(t)\left[{\frac {1}{2}}+\sum _{k=1}^{n}\left(\cos(k(t-x)\right)\right]dt\qquad (4)}
Рассмотрим сумму косинусов: {\displaystyle {\frac {1}{2}}+\cos \alpha +\cos(2\alpha )+...+\cos(n\alpha )}
Умножим каждое слагаемое на {\displaystyle 2\sin({\frac {\alpha }{2}})} и преобразуем по формуле {\displaystyle 2\sin \alpha \cos \beta =\sin(\alpha +\beta )+\sin(\alpha -\beta )}
{\displaystyle 2\sin({\frac {\alpha }{2}})\left({\frac {1}{2}}+\cos \alpha +\cos(2\alpha )+...+\cos(n\alpha )\right)=\sin {\frac {\alpha }{2}}-\sin {\frac {\alpha }{2}}+\sin {\frac {3\alpha }{2}}-\sin {\frac {3\alpha }{2}}+...+\sin(n+{\frac {1}{2}})\alpha =\sin(n+{\frac {1}{2}})\alpha }
Применяя это преобразование к формуле (4), получим:
{\displaystyle S_{n}(f;x)={\frac {1}{\pi }}\int \limits _{-\pi }^{\pi }f(t){\frac {\sin(n+{\frac {1}{2}})(t-x)}{2\sin {\frac {t-x}{2}}}}dt\qquad (5)}
Сделаем замену переменного {\displaystyle u=t-x}
{\displaystyle S_{n}(f;x)={\frac {1}{\pi }}\int \limits _{-\pi -x}^{\pi -x}f(x+u){\frac {\sin(n+{\frac {1}{2}})u}{2\sin {\frac {u}{2}}}}du={\frac {1}{\pi }}\int \limits _{-\pi }^{\pi }f(x+u){\frac {\sin(n+{\frac {1}{2}})u}{2\sin {\frac {u}{2}}}}du\qquad (6)}

## Свойства ядра Дирихле
- {\displaystyle D_{n}(x)} — функция {\displaystyle 2\pi }-периодическая и четная.
- {\displaystyle \forall n\in \mathbb {N} ~\int \limits _{-\pi }^{\pi }D_{n}(u)du={\pi }}